# Gabriel Ranvier
Gabriel Ranvier (Baugy, 8 luglio 1828 – Parigi, 25 novembre 1879) è stato un militare francese.
Seguace di Auguste Blanqui, fu un fervido sostenitore della Comune di Parigi.

## Biografia

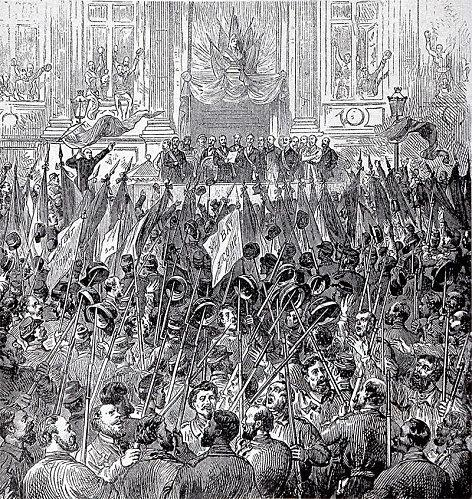
Proclamazione della Comune

Figlio di un operaio, Gabriel Ranvier venne a Parigi nel 1847 e apprese il mestiere di pittore e decoratore di ceramiche. Iniziò anche una sua piccola impresa che fallì. Blanquista, nel luglio del 1870 fu arrestato dalla polizia del Secondo Impero e condannato a quattro anni di carcere. Liberato in settembre per la caduta del regime napoleonico, divenne delegato del Comitato centrale dei venti arrondissement municipali.
Comandante del 141º battaglione della Guardia nazionale durante l'assedio di Parigi da parte dei prussiani, partecipò alla manifestazione del 31 ottobre contro il governo di difesa nazionale. Il 5 novembre fu eletto sindaco del municipio del XX arrondissement, ma la sua elezione fu invalidata dal governo. Eletto al Comitato centrale della Guardia nazionale, prese parte al sollevamento del 18 marzo 1871 che mise in fuga il governo da Parigi.
Il 26 marzo fu eletto al Consiglio della Comune, e fu lui, il 28 aprile, a dichiarare davanti all'Hôtel de Ville la costituzione della Comune. Sedette nella Commissione Guerra e prese parte il 3 aprile alla disastrosa spedizione contro Versailles. Il 1º maggio votò per l'istituzione del Comitato di Salute pubblica e durante la Settimana di sangue combatté fino all'ultimo giorno.
Fuggito a Londra, il consiglio di guerra di Versailles il 28 novembre lo condannò a vent'anni di lavori forzati per la demolizione della casa parigina di Thiers, poi, il 14 luglio 1874, a morte «per istigazione alla guerra civile» e altri reati politici. In Inghilterra fece parte della I Internazionale e partecipò al congresso dell'Aja votando per l'espulsione di Bakunin. Come altri blanquisti, diede in seguito le dimissioni dall'Associazione.
Ranvier appartenne alla Massoneria, essendo stato iniziato il 7 dicembre 1863. 
Amnistiato nel 1879, fece appena in tempo a ristabilirsi nella sua Belleville, dove morì il 25 novembre.